# Royal Ulster Constabulary
Il Royal Ulster Constabulary è stato il corpo di polizia federale dell'Irlanda del Nord fino al 2001. Fondato il 1º giugno 1922 unendo le forze della Royal Irish Constabulary (delle sei contee rimaste britanniche) e delle polizie cittadine di Belfast e Derry, al massimo dei suoi effettivi ebbe una consistenza di 8.500 uomini, ai quali si aggiungevano 4.500 membri della riserva. Durante il conflitto nordirlandese circa trecento membri del corpo vennero uccisi e novemila feriti negli scontri, principalmente da membri della Provisional Irish Republican Army.
Nel 2001 è stata trasformata nel Police Service of Northern Ireland, con una contemporanea riforma delle strutture interne in seguito al una legge del 2000. La RUC fu accusata di atti discriminatori e di collusione con i gruppi paramilitari fedeli al governo di Londra, anche se non mancano apprezzamenti per il suo operato durante il conflitto.

## Comandanti
- Charles George Wickham, dal giugno 1922.
- Richard Pim, da agosto 1945.
- Albert Kennedy, da gennaio 1961.
- J.A. Peacock, dal febbraio 1969.
- Arthur Young, dal novembre 1969.
- Graham Shillington, dal novembre 1970.
- James Flanagan, dal novembre 1973.
- Kenneth Newman, dal maggio 1976.
- John Hermon, dal gennaio 1980.
- Hugh Annesley, dal giugno 1989.
- Ronnie Flanagan, ottobre 1996 - giugno 2001

## Gradi

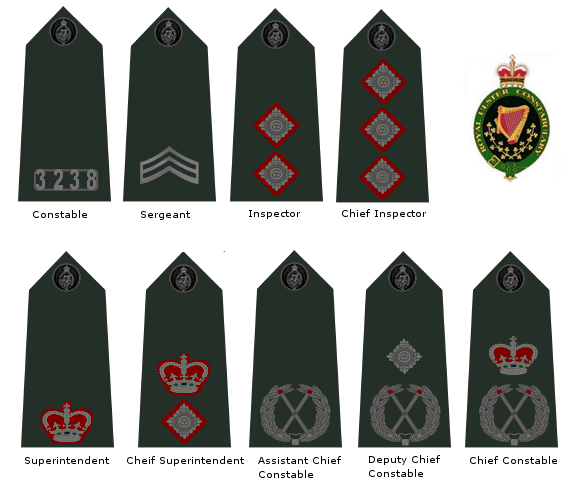
Insegne di grado

I gradi della RUC corrispondevano, dal 1970, a quelli di tutte le altre forze di polizia britanniche:
- Chief Constable (comandante in capo)
- Deputy Chief Constable
- Assistant Chief Constable
- Chief Superintendent (capo sovrintendente)
- Superintendent (sovrintendente)
- Chief Inspector (capo ispettore)
- Inspector (ispettore)
- Sergeant (sergente)
- Constable (connestabile)

## Onorificenze
A partire dal 1969 sono state assegnate ai membri della RUC un totale di 16 George Medal, 103 Queen's Gallantry Medal, 111 Queen's Commendation for Bravery e 69 Queen's Police Medal.